# Welle (Emmerik)
Welle is een buurtschap van de Duitse stad Emmerik, gelegen in de deelstaat Noordrijn-Westfalen. Welle ligt ten westen van de stad Emmerik direct bij de grens met het Nederlandse dorp Spijk.

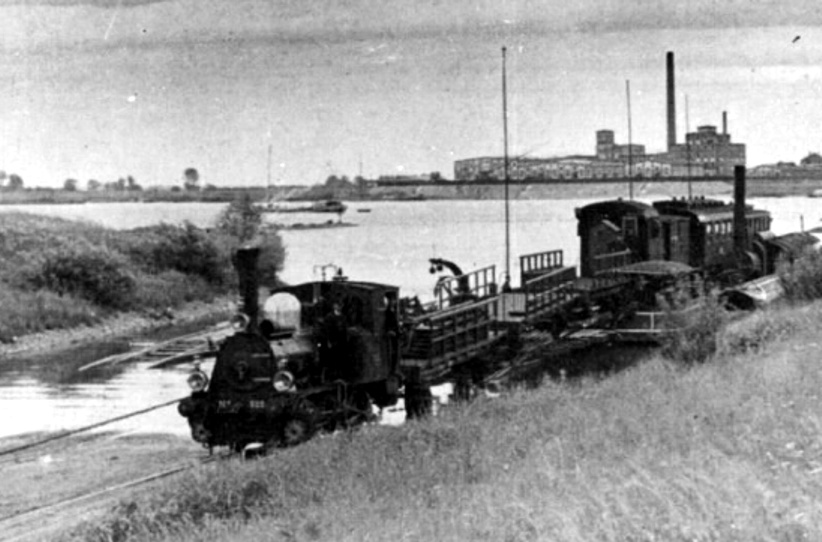
De spoorpont te Welle in 1913

Tussen 1865 en 1926 was er tussen Welle en Spyck een pontverbinding over de Rijn in de spoorlijn Zevenaar - Kleef.